# Hans Lewy (Rennfahrer)
Hans Friedrich Lewy (* 13. Oktober 1896 in Dresden; † 30. November 1942 im KZ Auschwitz) war ein deutscher Automobilrennfahrer.

## Karriere

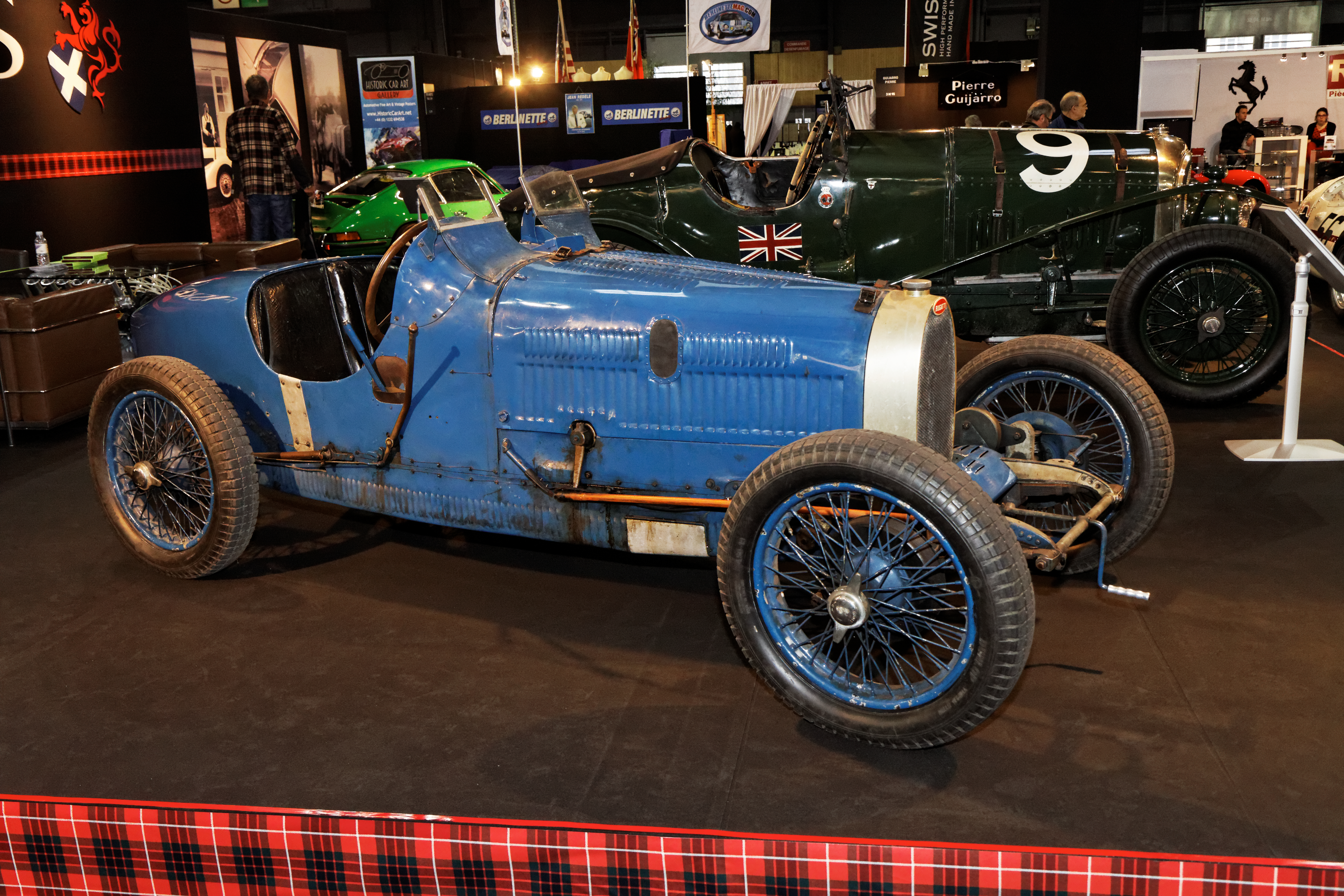
Ein Bugatti T37A aus dem Jahr 1927.

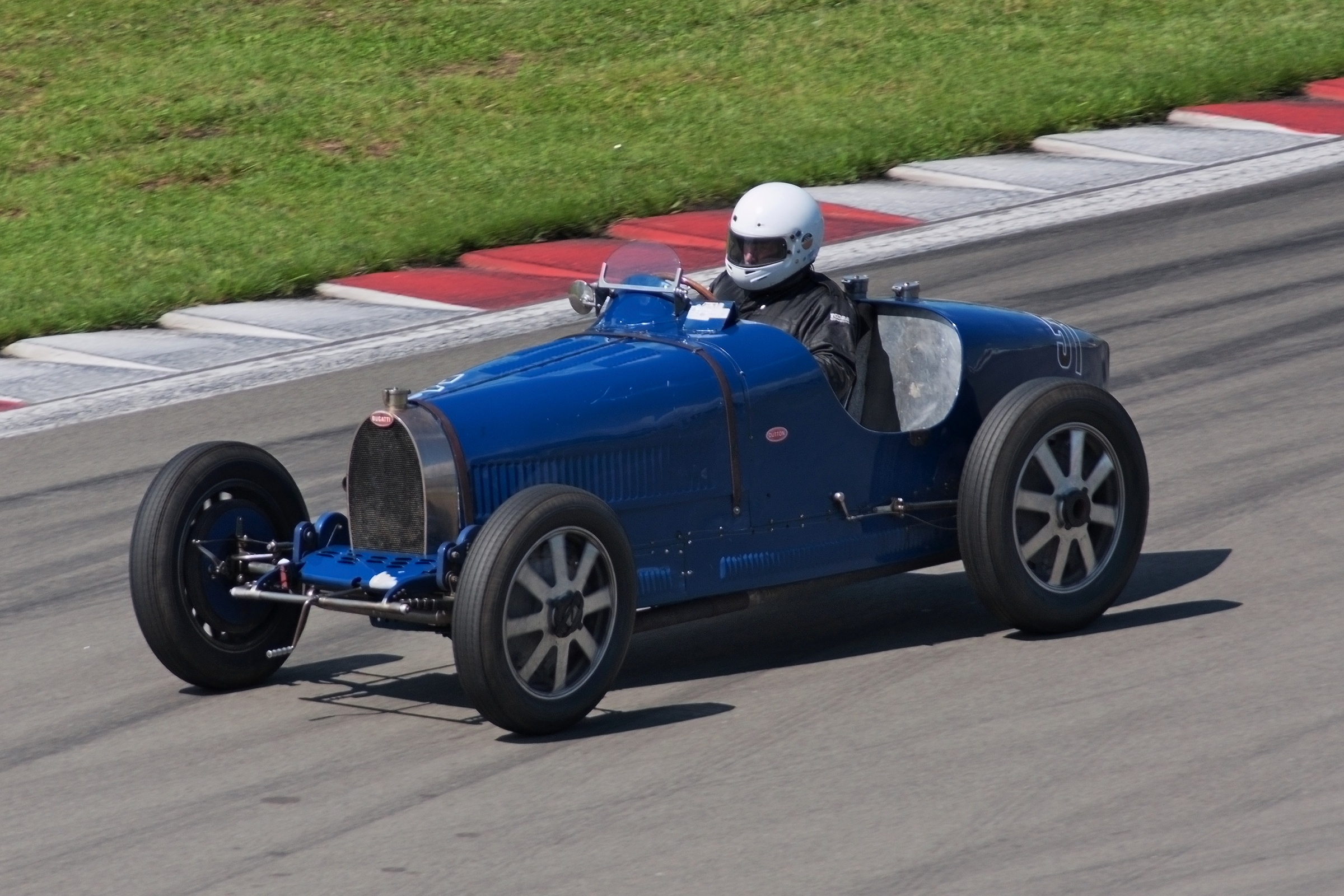
Bugatti T51

Der aus Dresden stammende Zigarettenfabrikant war zwischen 1925 und 1932 als Privatfahrer erfolgreicher Starter bei Straßen- und Bergrennen in Deutschland und der benachbarten Tschechoslowakei. Lewy, der mit Monokel antrat, gelangen insgesamt 28 Siege – ausschließlich auf Rennwagen des französischen Herstellers Bugatti. Zu seinen Wagen zählten unter anderem ein T13, ein T37 und ein T37A.
Mit dem T37A gewann Hans Lewy im Jahr 1931 das AVUS-Rennen in der Klasse bis 1500 cm³. Er benötigte für die 196,561 km 1:18:26,0 h, was einer Durchschnittsgeschwindigkeit von 150,4 km/h entsprach. Neben Lewy erreichte von den elf angetretenen Piloten nur der Franzose Louis Decaroli (Salmson) das Ziel.
Im Jahr 1932 erwarb Hans Lewy einen Bugatti T51 mit 2261-cm³-Achtzylindermotor mit zwei obenliegenden Nockenwellen. Zusammen mit dem Freiburger Paul Pietsch und Hans Simons aus Berlin gründete er in diesem Jahr die private Renngemeinschaft PiLeSi. 
Am 22. Mai 1932 war Lewy mit seinem T51 in den tödlichen Unfall von Georg Christian von Lobkowitz im Rahmen des Internationalen AVUS-Rennens in Berlin verwickelt, bei dem er selbst unverletzt blieb.
Beim als Grande Épreuve zur Grand-Prix-Europameisterschaft 1932 zählenden Großen Preis von Deutschland 1932 auf der Nordschleife des Nürburgrings meldete Lewy diesen Wagen für die Gruppe I (ohne Hubraumbeschränkung). Er musste bereits am Ende der ersten Runde mit Magenkrämpfen die Box ansteuern, Pietsch übernahm den Wagen und verunglückte in der letzten der sechs Umläufe schwer, blieb aber unverletzt.
Nach der Machtergreifung der Nationalsozialisten im Jahr 1933 sah sich Lewy, der Jude war, zunehmend Repressalien ausgesetzt. Soweit bekannt, verließ er Deutschland im Jahr 1935 und lebte später in Frankreich. Am 25. September 1942 wurde Hans Lewy ins Sammellager Drancy und am 3. November 1942 ins KZ Auschwitz deportiert, wo er am 30. November 1942 starb.

## Vorkriegs-Grands-Prix-Ergebnisse
| Saison | Team            | Wagen       | 1     | 2 | 3 | Punkte | Position |
| ------ | --------------- | ----------- | ----- | - | - | ------ | -------- |
| 1932   | PiLeSi (privat) | Bugatti T51 |       |   |   | 23     | 22.      |
| 1932   | PiLeSi (privat) | Bugatti T51 | DNF 1 |   |   | 23     | 22.      |

| Legende  | Legende                                                                   | Legende                                                                   | Legende   |
| Farbe    | Bedeutung                                                                 | Bedeutung                                                                 | EM-Punkte |
| -------- | ------------------------------------------------------------------------- | ------------------------------------------------------------------------- | --------- |
| Gold     | Sieg                                                                      | Sieg                                                                      | 1         |
| Silber   | 2. Platz                                                                  | 2. Platz                                                                  | 2         |
| Bronze   | 3. Platz                                                                  | 3. Platz                                                                  | 3         |
| Grün     | Klassifiziert, mehr als 75% der Renndistanz zurückgelegt                  | Klassifiziert, mehr als 75% der Renndistanz zurückgelegt                  | 4         |
| Blau     | nicht punkteberechtigt, zwischen 50% und 75% der Renndistanz zurückgelegt | nicht punkteberechtigt, zwischen 50% und 75% der Renndistanz zurückgelegt | 5         |
| Violett  | nicht punkteberechtigt, zwischen 25% und 50% der Renndistanz zurückgelegt | nicht punkteberechtigt, zwischen 25% und 50% der Renndistanz zurückgelegt | 6         |
| Rot      | nicht punkteberechtigt, weniger als 25% der Renndistanz zurückgelegt      | nicht punkteberechtigt, weniger als 25% der Renndistanz zurückgelegt      | 7         |
| Farbe    | Abkürzung                                                                 | Bedeutung                                                                 | EM-Punkte |
| Schwarz  | DSQ                                                                       | disqualifiziert (disqualified)                                            | 8         |
| Weiß     | DNS                                                                       | nicht gestartet (did not start)                                           | 8         |
| Weiß     | DNA                                                                       | nicht erschienen (did not arrive)                                         | 8         |
| sonstige | P/fett                                                                    | Pole-Position                                                             | 8         |
| sonstige | SR/kursiv                                                                 | Schnellste Rennrunde                                                      | 8         |
| sonstige | DNF                                                                       | Rennen nicht beendet (did not finish)                                     | 8         |

## Gedenken

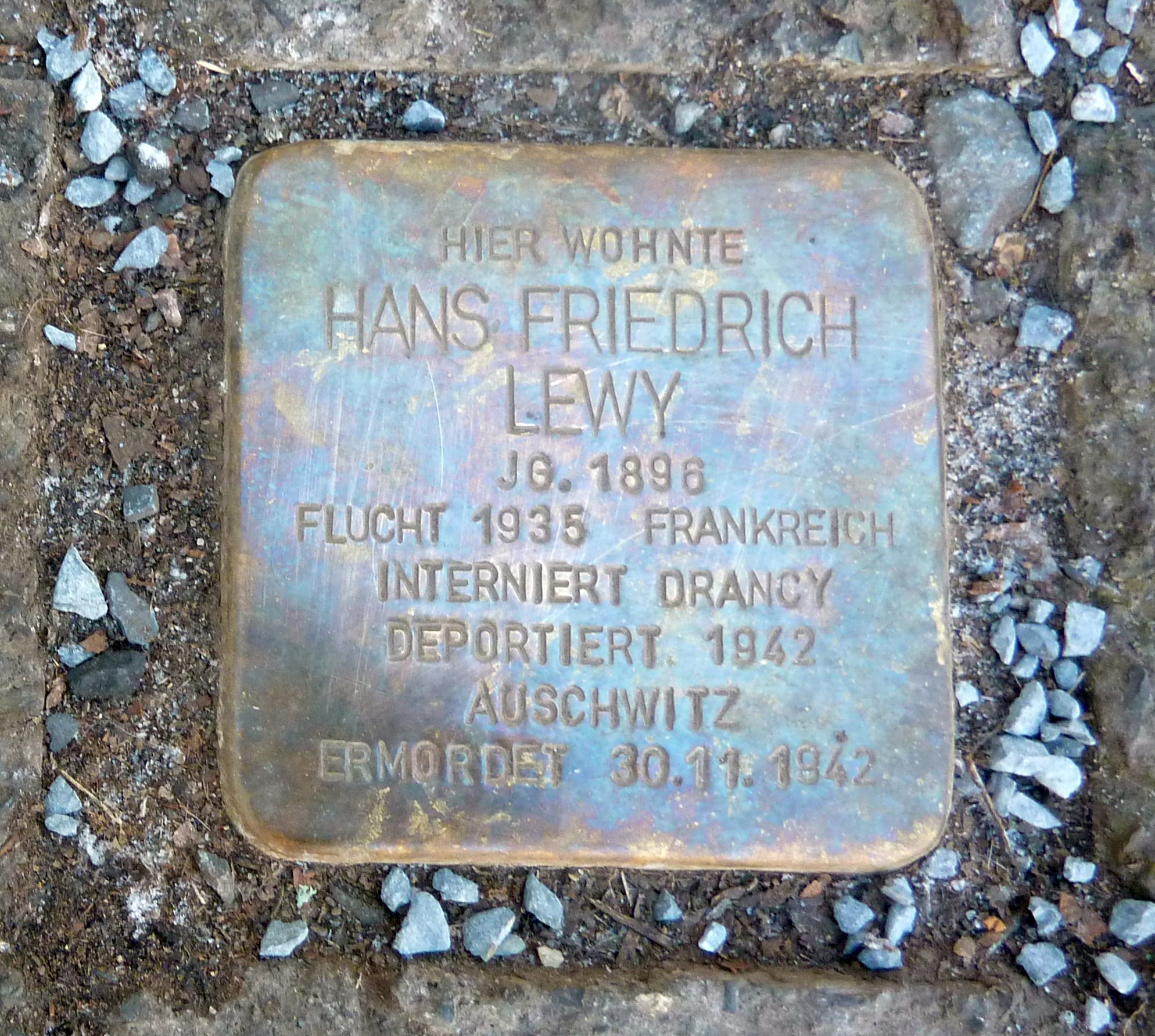
Stolperstein für Hans Lewy

Seit Juli 2021 erinnert in der Comeniusstraße 46 in Dresden ein Stolperstein an Hans Lewy.